# Neostroblia longigena
Neostroblia longigena är en stekelart som först beskrevs av Thomson 1893.  Neostroblia longigena ingår i släktet Neostroblia, och familjen brokparasitsteklar. Arten är reproducerande i Sverige.